# غوس جاي سولومون
غوس جاي سولومون (بالإنجليزية: Gus J. Solomon)‏ هو قاضي ومحامي أمريكي، ولد في 29 أغسطس 1906 في بورتلاند في الولايات المتحدة، وتوفي في 15 فبراير 1987.